# Lithium-polymerový akumulátor

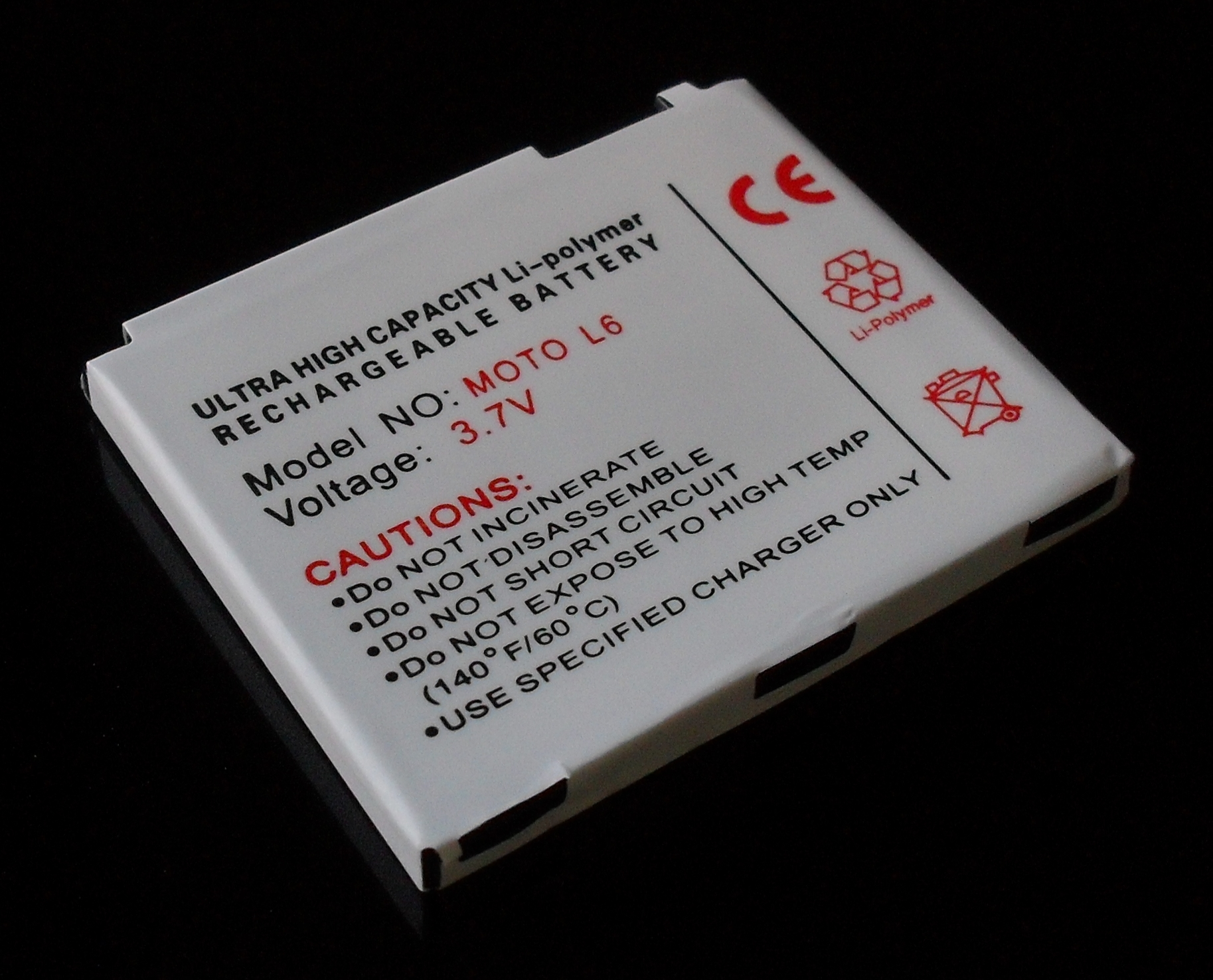
Klasický případ Li-Pol článku používaného v mobilních telefonech a digitálních fotoaparátech, RC modely

Lithium-polymerový akumulátor (Li-pol, LiPo) je relativně nový typ elektrického akumulátoru. Lze jej použít téměř ve všech osobních elektronických zařízeních (např. mobilní telefony, fotoaparáty, notebooky, RC modely, …). Jsou vyvinuty z Lithium-iontových akumulátorů (Li-ion) a zlepšují jejich vlastnosti (nízká hmotnost, relativně vysoká kapacita, minimální samovybíjení a velká výkonnost). Výroba akumulátorů je technologicky i energeticky náročná.

## Složení
- Kladná elektroda (Anoda +): LiCoO2 nebo LiMn2O4
- Elektrolyt: Vodivý polymer (polyethyleneoxid)
- Záporná elektroda (Katoda −): Lithium nebo sloučenina uhlíku a lithia

Zjednodušená rovnice chemické reakce:
| CoO₂ + Li⁺ + e⁻ ⇌ LiCoO₂ | \| \| \| \| \| \| \| \| |  |
|                          |                         |  |
|                          |                         |  |

## Parametry
Plně nabitý článek má až 4,23 V a pokud napětí klesne pod 2,7 V může být akumulátor nenávratně zničen. Článek by měl být vnitřně chráněn elektronickým obvodem proti přebití, přílišnému vybití a přehřátí.
Kapacita článku je daná jeho objemem, běžně se pohybuje od 0,1 Ah do 5 Ah.
Vybíjecí proud baterie je dán její konstrukcí a kapacitou, běžné baterie jsou schopny dodávat přibližně 0,5 – 1 C (C je proud relativní ampérhodinové kapacitě; např. 1 C na článku 1200 mAh = 1200 mA) článku. Speciálně konstruované baterie, například pro elektro modely, jsou schopny dodávat i 20 – 50 C, to při kapacitě 5 Ah dělá proud až 250 A bez poškození článku.

## Výhody
- Velká kapacita na malém rozměru
- Netrpí hysterezí.
- Minimální samovybíjení (cca 5 % za měsíc)
- Jednoduché a bezproblémové zapojení mnoha článků do série
- Vhodné nominální napětí 3,7 V
- Dlouhá životnost (až 2000 cyklů, až 3 roky)
- Není ho nutné zcela vybíjet před nabitím
- Přijatelný teplotní rozsah (−10 až 50 °C)
- Rychlonabíjení (až 4násobkem kapacity článku)
- Vysoký vybíjecí proud (špičkově až 120násobek kapacity článku)

## Nevýhody
- Možnost vznícení nebo výbuchu (zejména při zkratování – nutná interní ochrana)
- Kapacita klesá i při nepoužívání akumulátoru
- Při poklesu napětí pod 2,7 V může být akumulátor nenávratně zničen
- Vyšší pořizovací cena
- Akumulátor může tzv. „vytuhnout“ (i při nízkém samovybíjení, po roce a půl nepoužívání prostě odejde)
- Časem se zvyšuje tlak uvnitř baterie

## Recyklace
Recyklace lithiových článků a akumulátorů dosahuje zatím globálně pouze 1 %.